# Herb Lubina
Herb Lubina – jeden z symboli miasta Lubin w postaci herbu.. Herb został przyjęty przez radę miejską w 1996 r.

## Wygląd i symbolika
Herb przedstawia na tarczy herbowej w polu złotym orła dolnośląskiego, który w miejscu głowy ma wizerunek Matki Bożej z Dzieciątkiem Jezus na prawym ramieniu.

## Historia
Herb został ustanowiony w XIII. Wizerunek orła z Matką Bożą z Dzieciątkiem znany jest z czternastowiecznej pieczęci miasta. W 1968 roku Miejska Rada Narodowa uchwaliła herb przedstawiający w żółtym polu połowę czarnego gotyckiego orła oraz czerwoną wieżę, obok której znajdują się trzy słupy przypominające liter „W”. Wizerunek herbowy z 1968 roku zachował się w logotypie klubu sportowego Zagłębie Lubin.